# Station Thorne North
Thorne North is een spoorwegstation van National Rail in Thorne, Doncaster in Engeland. Het station is eigendom van Network Rail en wordt beheerd door Northern Rail. 